# سدریک شیل
سدریک شیل (انگلیسی: Cédric Schille؛ زادهٔ ۸ نوامبر ۱۹۷۵) بازیکن فوتبال اهل فرانسه است.